# Athus-Meuse

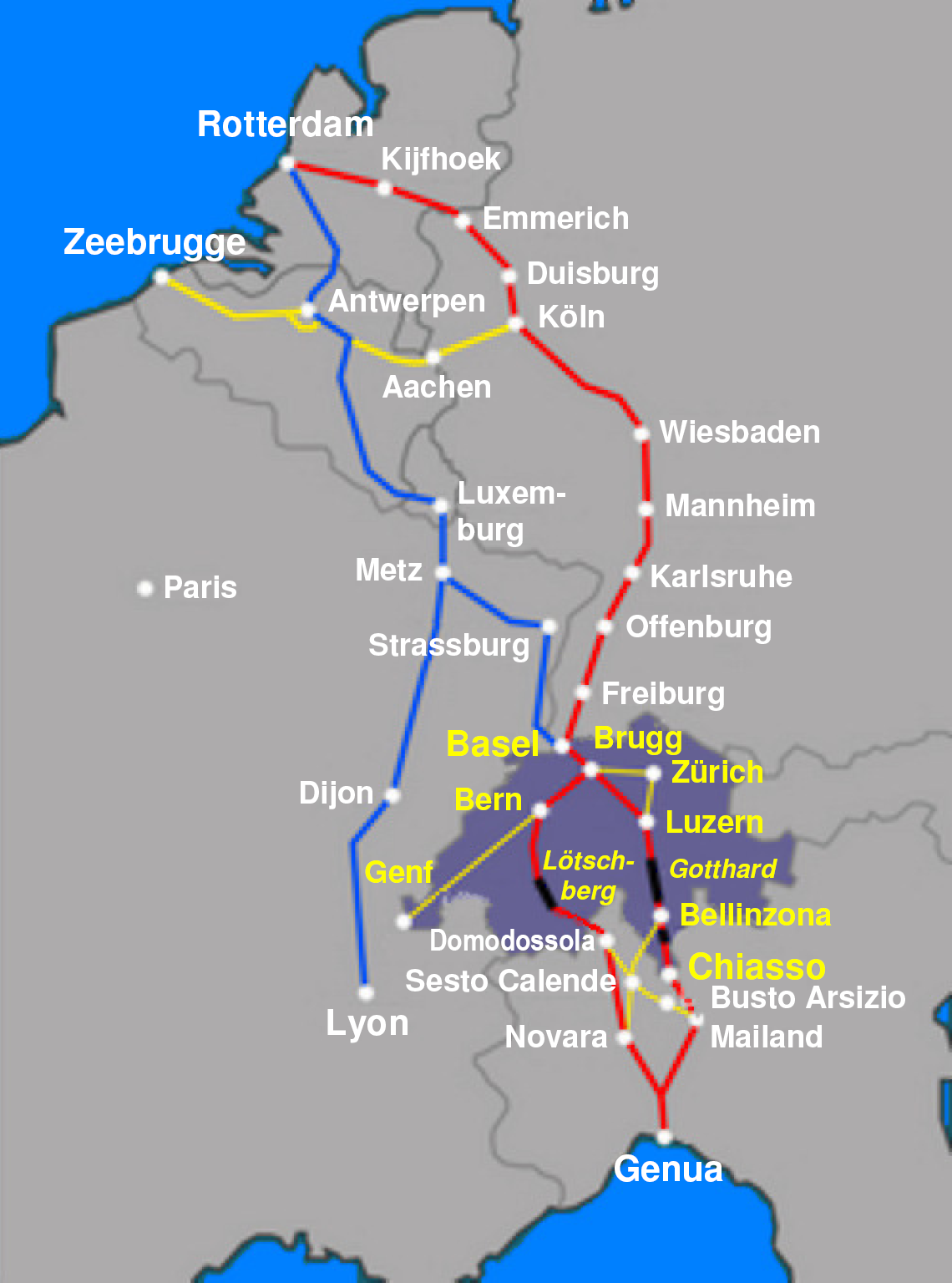
La ligne « Athus-Meuse » est l'un des tronçons du transport de marchandises par voies ferrées en Europe.

Cet article court présente un sujet plus développé dans : Ligne 165 (Infrabel) et Ligne 166 (Infrabel).
L'Athus-Meuse est le nom donné à un tronçon ferroviaire belge à double voies qui relie la ville d'Athus, située au tripoint Belgique-France-Luxembourg à la vallée de la Meuse (à Dinant) puis au nord de la Belgique en traversant la Lorraine belge (Pays d'Arlon et Gaume) puis l'Ardenne.
Datant de la période faste de la métallurgie et de la sidérurgie en Europe, aux XIXe et XXe siècle, et de l'essor de l'usine sidérurgique d'Athus à l'extrême sud de la province de Luxembourg, le tronçon emprunte la ligne 50, la ligne 165 et la ligne 166 d'Infrabel pour rejoindre le sillon Sambre-et-Meuse. Il est aujourd'hui l'un des axes belges les plus importants pour le transport de marchandises par rail. À son extrémité se trouve le terminal container d'Athus, le plus grand port sec de Belgique qui est devenu une plate-forme de correspondance internationale de transport intermodal de conteneurs.

## Histoire

### Création
Le projet de ligne reliant Athus à la vallée de la Meuse et à Jemelle existait déjà vers 1870, à la suite du développement de l'activité minière, métallurgique et sidérurgique en lorraine belge, notamment grâce à l'usine d'Athus et aux mines de fer environnantes. Il s'agissait de relier le bassin industriel lorrain à celui du sillon Sambre-et-Meuse. Il fit l’objet d'une concession attribuée à la Société des bassins houillers du Hainaut qui devait également construire un prolongement vers Tamines (ligne 150) permettant de relier le Luxembourg ou l'Est de la France au bassin de Charleroi. Cette concession, qui avait Givet (en France) et non Dinant comme point de traversée de la Meuse, ne put être menée à bien et la société des bassins houillers fit faillite en 1877.
La décision d'ouverture de la ligne Athus-Meuse fut décidée par le Ministère des Travaux Publics en 1872, une dizaine d’années après l’ouverture de la « ligne du Luxembourg », qui reliait alors la capitale, Bruxelles, au chef-lieu de la province de Luxembourg, Arlon et qui est aujourd’hui la ligne 162.
Elle ouvre par étapes :
- 1878 : Athus - Signeulx
- 1879 : Signeulx - Florenville
- 1880 : Florenville - Bertrix - Gedinne
- 1882 : Bertrix - Libramont
- 1895 : Houyet - Beauraing
- 1896 : Houyet - Anseremme
- 1898 : Dinant - Anseremme et Beauraing - Pondrôme
- 1899 : Vônèche - Gedinne

Entre 1882 et 1895, les Chemins de fer de l’État belge modifièrent les plans de la partie située entre Gedinne et la Meuse en choisissant de faire aboutir la ligne à Dinant au lieu de Givet. Jusque 1898-1899, la portion de ligne autour de Houyet était isolée et le seul accès au reste du réseau ferré se faisait par la ligne 150 Houyet - Jemelle construite de 1880 à 1894 et fermée de 1959 à 1978.
Jusqu'au XXe siècle, elle était aussi dénommée Athus-Sambre, appellation qui englobait aussi la ligne 150 Dinant - Tamines, qui était alors la continuité logique de grande majorité des trains de marchandises de l'Athus-Meuse. La nationalisation de la Compagnie du Nord - Belge, qui exploitait la ligne Dinant - Namur entraîna le report des trains de marchandises sur cette ligne plus facile, au détriment de la ligne 150.

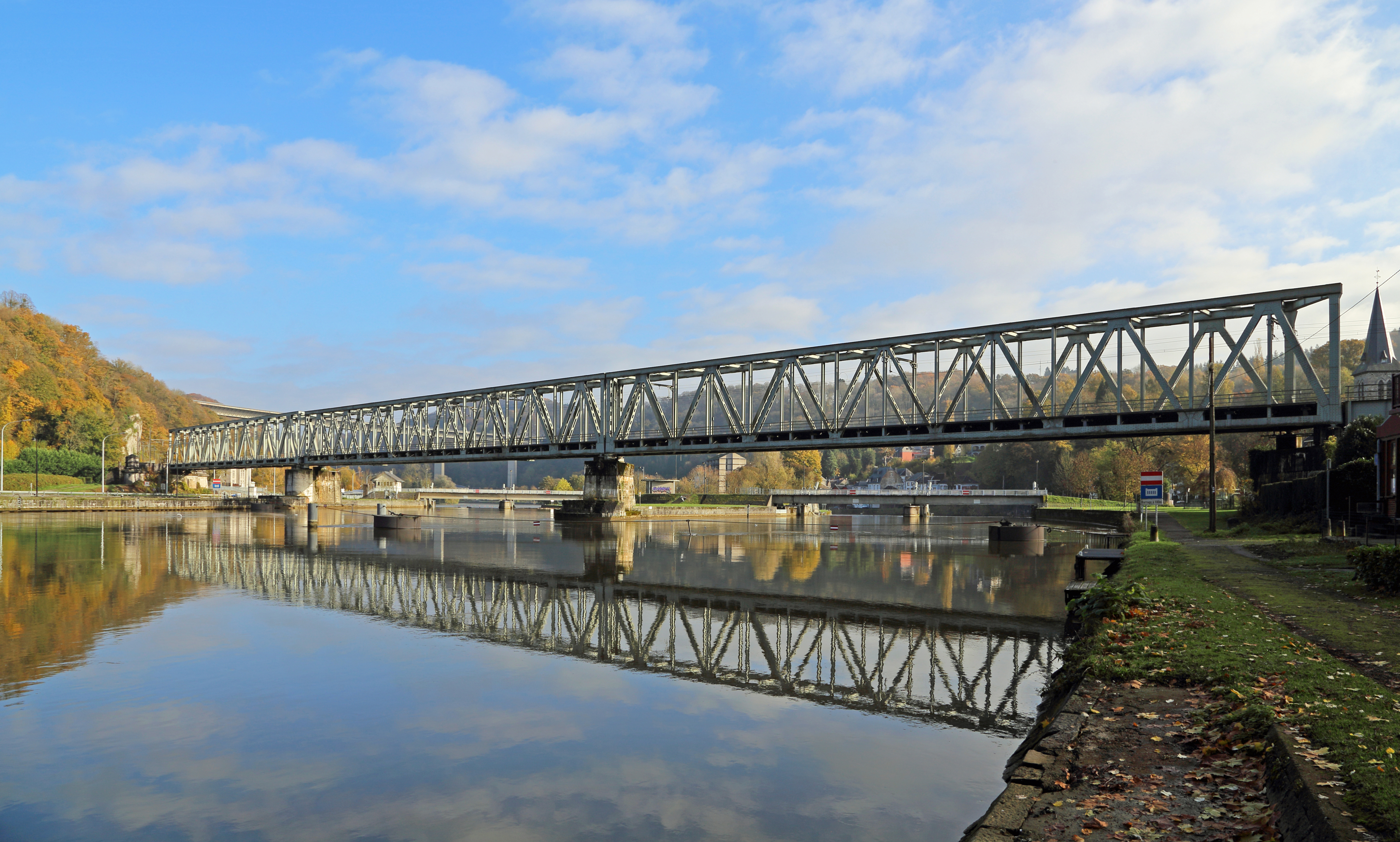
Viaduc sur la Meuse à Anseremme.
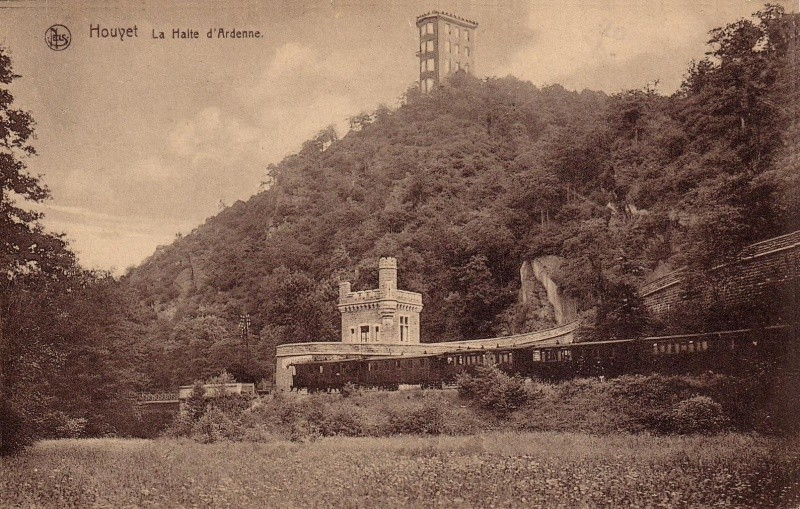
Halte du Château royal d'Ardenne.
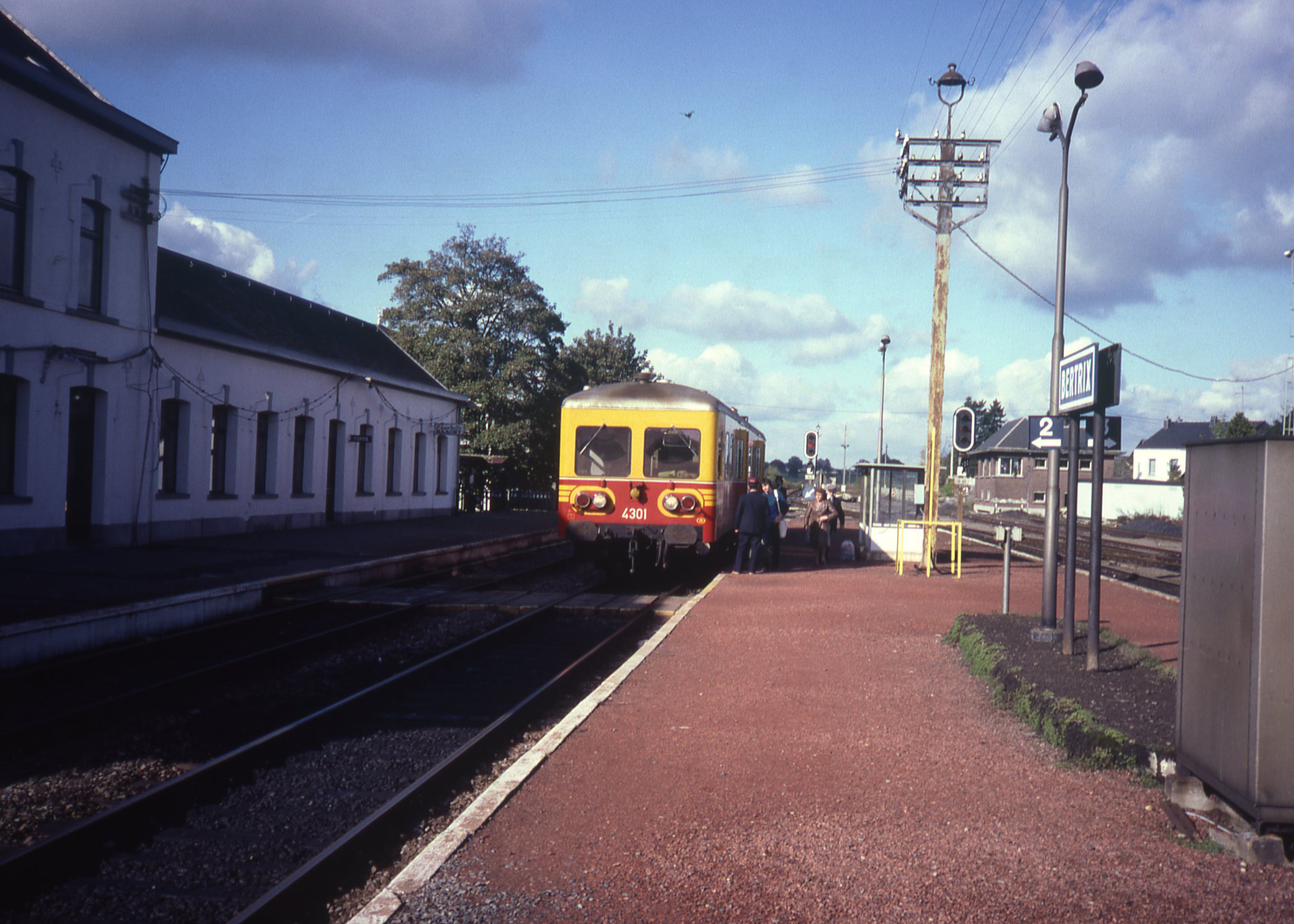
La gare de Bertrix en 1982.
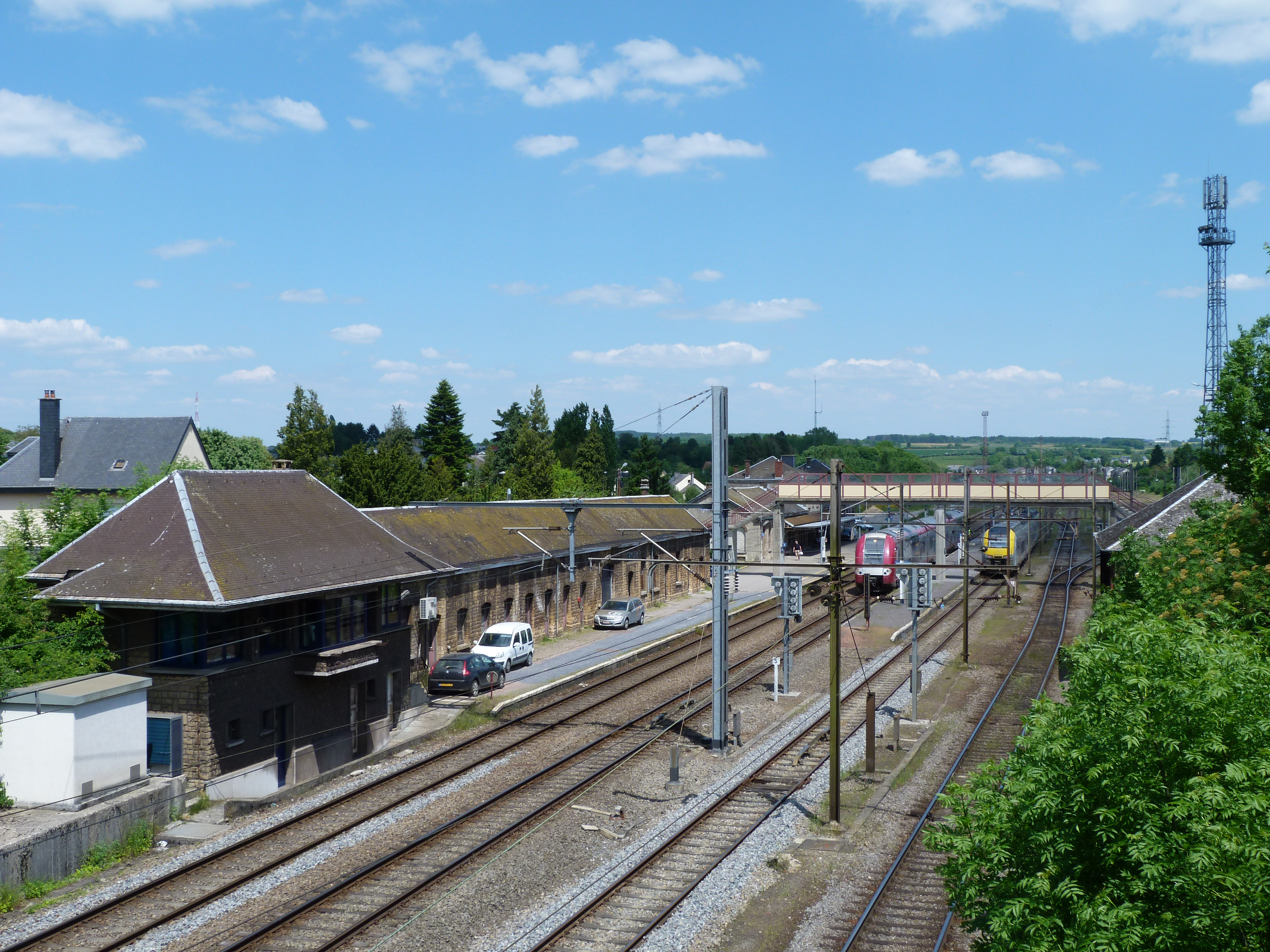
La gare d'Athus, point de départ de la ligne.

### Période contemporaine

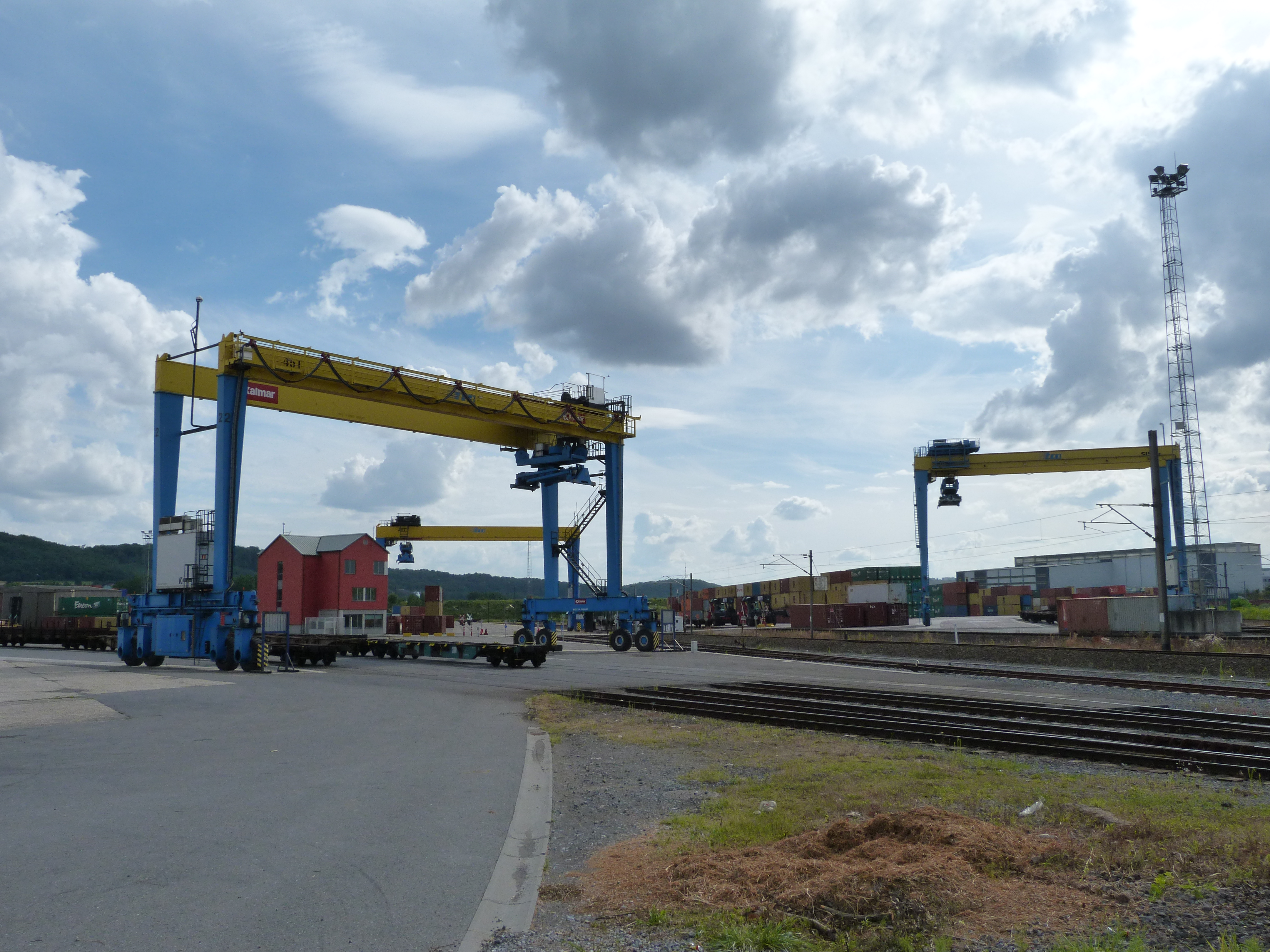
Le Terminal container d'Athus, plus grand port sec de Belgique est situé à l’extrémité de la ligne.

Longtemps une composante majeure de la sidérurgie du bassin lorrain, qui fournissait à l'Athus-Meuse d'importants trafics dans chaque direction (minerai lorrain ou importé, coke, produits sidérurgiques, rames retournant à vide...), cette ligne, non électrifiée subit de plein fouet la crise de la sidérurgie dans le bassin lorrain dès les années 1970, principalement après la fermeture de l'usine d'Athus en 1977. A un point tel point que le nombre de circulations journalières devenait tellement faible que la SNCB envisagea de mettre la ligne à simple voie et de supprimer le trafic des voyageurs sur une partie de la ligne, comme elle le fit pour la ligne 167 qui reliait la gare d'Athus à celle d'Arlon.
Toutefois, l'autre axe nord-sud, la « ligne du Luxembourg », étant particulièrement utilisée par le trafic de voyageurs, l'Athus-Meuse garda ses atouts de ligne « cargo » en délestant la ligne 162. Elle put rester rentable, entre autres, grâce à la création du Terminal Container d'Athus en 1979. Ce port sec multimodal, le plus grand de Belgique, relie aujourd'hui les différents ports de la mer du Nord, dont principalement Anvers, Rotterdam et Zeebruges, à la Grande Région et, depuis peu, à la Méditerranée à la suite de la création d'une ligne directe vers la France.
Afin de disposer d'un axe plus compétitif que la ligne du Luxembourg pour ses trains de marchandises, la SNCB décida, à la fin des années 1990, de moderniser intégralement l'Athus-Meuse (électrification en 25 000 volts en courant alternatif, adaptation du gabarit, relèvement de la vitesse...). Elle est aujourd’hui parcourue par quelques trains omnibus mais est surtout empruntée par un important trafic de trains de marchandises internationaux. Elle fait en effet partie du corridor Sibelit.

## Traçé
Son tracé est désormais repris par les lignes suivantes d'Infrabel :
- la ligne 150 entre Dinant et Houyet (désormais renommée Ligne 166 sur cette partie) ;
- la ligne 165 entre Bertrix et Athus.
- la ligne 166 entre Houyet et Bertrix (désormais entre Dinant et Bertrix) ;

La portion de la ligne 165 entre Bertrix et Libramont est souvent considérée comme une composante de l'Athus-Meuse.